# 吳趼人

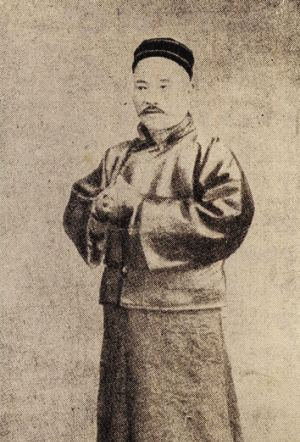
吴趼人全身像（摄于1908年）

吳趼人（1866年5月29日—1910年10月），名沃堯，一名宝震，字小允、趼人、繭人，人尊稱繭叟、繭翁。廣東省南海縣佛山鎮人，清末作家，筆名有偈、佛、野史氏、嶺南將叟、中國少年、我佛山人等，表字以「趼人」最為著名，筆名以「我佛山人」最為著名。《二十年目睹之怪現狀》是其代表作，屬清末四大譴責小說之一。

## 生平
其曾祖父吳榮光，曾任湖南巡撫，代理兩廣總督；祖父吳莘佘，官至工部員外郎；父吳允吉，曾任浙江候補巡檢。
吳趼人幼年喪父，年僅十八就到上海謀生，曾在茶樓做夥計，及在江南製造局擔任書記，時常有抄寫工作，常為報紙撰寫小品文。1897年開始在上海創辦小報，先後主持過《字林滬報》、《采風報》、《奇新報》、《寓言報》等，其中尤以《寓言報》最為著名。光緒二十九年（1903年）始，在《新小說》雜誌上先後發表《電數奇談》、《九命奇冤》、《二十年目睹之怪現狀》等，其中《二十年目睹之怪現狀》轟動一時，影響深遠，為晚清「四大譴責小說」之一，專以揭露和譴責社會上的醜惡現象。1906年擔任《月月小說》總編，發表大量文章，批評時政。
趼人創作的小說有30多種，人稱“小說鉅子”，是清末譴責小說創作的傑出代表人物，與李伯元、劉鶚、曾樸合稱晚清四大小說家。其他著名的作品有《新石頭記》、《恨海》、《趼人十三種》、《糊涂世界》、《劫余灰》、《上海游骖录》、《发财秘诀》、《近十年之怪现状》等；短篇有《黑籍冤魂》、《立宪万岁》、《光绪万年》、《平步青云》等，《情變》是他最後一部小說。吳本人受旧道德影响较深，主张“恢复旧道德”，因此小说有其局限，加上看不到前途，“救世之情竭，而后厌世之念生”。
他沒有參加清政府經濟特科的考試，絕意仕途，故只能靠賣文為生。一生清貧，又工作勞累，1910年10月在上海逝世，死時身上僅餘四角小洋，其喪事也是由朋友代為籌措，其遺體先暫厝閘北潭子灣廣肇山莊，一厝二十年，直至1931年9月21日才火化，骨灰埋在大場廣肇山莊。